# Alison Korn
Alison Jennifer Korn (Ottawa, 22 de noviembre de 1970) es una deportista canadiense que compitió en remo.
Participó en dos Juegos Olímpicos de Verano, obteniendo dos medallas, plata en Atlanta 1996 y bronce en Sídney 2000, en la prueba de ocho con timonel.
Ganó cinco medallas en el Campeonato Mundial de Remo entre los años 1997 y 1999.

## Palmarés internacional
| Juegos Olímpicos   | Juegos Olímpicos         | Juegos Olímpicos  | Juegos Olímpicos |
| Año                | Lugar                    | Medalla           | Prueba           |
| ------------------ | ------------------------ | ----------------- | ---------------- |
| 1996               | Atlanta (Estados Unidos) | Medalla de plata  | Ocho con timonel |
| 2000               | Sídney (Australia)       | Medalla de bronce | Ocho con timonel |
| Campeonato Mundial |                          |                   |                  |
| Año                | Lugar                    | Medalla           | Prueba           |
| 1997               | Aiguebelette (Francia)   | Medalla de oro    | Dos sin timonel  |
| 1997               | Aiguebelette (Francia)   | Medalla de plata  | Ocho con timonel |
| 1998               | Colonia (Alemania)       | Medalla de oro    | Dos sin timonel  |
| 1998               | Colonia (Alemania)       | Medalla de bronce | Ocho con timonel |
| 1999               | St. Catharines (Canadá)  | Medalla de bronce | Ocho con timonel |